# John Amdisen
John Amdisen (1934. július 8. – 1997. január 14.) dán válogatott labdarúgó. 
A dán válogatott tagjaként részt vett az 1964-es Európa-bajnokságon.

## Sikerei, díjai
Aarhus
- Dán bajnok (3): 1955–56, 1956–57, 1960
- Dán kupa (3): 1956–57, 1959–60, 1960–61